# Хорн, Николас ван
Николаас Ван Дорн, правильнее Ван Хорн (нидерл. Nikolaas van Hoorn; ок. 1635—1683 гг.) — пират, голландец по национальности, служил, тем не менее, французскому королю.

## Биография
Ван Доорн родился ок. 1635 года в Флиссингене. Он начинал простым матросом в Голландии. Скопив немного денег, он прибыл со своим товарищем во Францию, и оба записались в «каперы» на службу ко французскому королю. Их небольшой корабль с тридцатью хорошо вооружёнными людьми на борту, замаскированный под рыбачье судно (часто применявшаяся хитрость), так же как и патент на рыбную ловлю, был записан на имя Ван Доорна. Он безо всякого стыда нападал на своих бывших соотечественников.
Проведя несколько удачных захватнических операций, Ван Доорн смог купить в Остенде военный корабль и занялся вновь морскими набегами, да с таким успехом, что через несколько лет он уже находился во главе небольшого флота, с которым достиг берегов Вест-Индских островов.
Непомерно возгордившийся, он уже не давал себе труда разбираться, какому народу принадлежал встречный корабль. Он забылся до такой степени, что когда запоздало вознаграждение за его службу, он «нанёс оскорбление» и самой Франции. В конце концов господин д’Эстре получил ордер на его арест и бросил за ним в погоню хорошо оснащённый корабль.
Не имея возможности уйти от погони, Ван Доорн пересел в шлюпку и сам предстал перед капитаном губернаторского корабля, утверждая, что он атаковал корабли под французским флагом, так как ему стало известно о некоторых людях, которые под прикрытием этого флага хотели от него спастись. Но его оправдания никто не слушал.
Видя, что его хотят взять под стражу, Ван Доорн пришёл в сильную ярость и поднял голос на командующего: «Что вы собираетесь сделать? Неужели вы думаете, что мои люди позволят вам увести меня на их глазах, без борьбы? Знайте же, что все мои флибустьеры знают своё дело и быстры на расправу, они безоговорочно подчиняются моему лейтенанту, они встречали и не такие опасности и не боятся смерти.»
Королевский офицер по решительному виду флибустьеров понял, что Ван Доорн говорит правду; а так как у него не было приказа рисковать королевскими военными силами, то он принял решение отпустить пирата, руководствуясь больше политическими мотивами, чем какими-либо другими.
Ван Доорн, узнавший в то время, что группа галеонов короля Испании дожидалась в Пуэрто-Рико благоприятного случая в виде военного эскорта, чтобы выйти в море, на всех парусах устремился туда и, войдя в порт под звуки труб, дал знать местному губернатору, что пришёл предложить свой флот в качестве эскорта галеонов на всём их пути следования в далёкую Испанию. На свою беду испанцы согласились. И сторожевой пёс набросился на охраняемых им баранов: он потопил несколько галеонов, присвоил себе самые дорогие грузы.
Позднее Ван Доорну предлагают принять участие в набеге на Веракрус. Без колебаний он принимает предложение. Во время набега он крупно поругался с другим участником экспедиции — капитаном Лоренсом Де Граффом. Произошла драка, в результате которой Ван Доорн был смертельно ранен, он прожил ещё несколько недель и умер после возвращения на базу. Ван Доорн был похоронен около мыса Каточе на Юкатанском полуострове.